# Struthers-Arkade
Die Struthers-Arkade ist eine Verdickung der Oberarmfaszie etwa 8 cm oberhalb des Ellbogengelenks. Das Muskel-Faszien-Band wird von Oberarmfazie, dem inneren intermuskulären Septum und Caput mediale des Musculus triceps brachii gebildet und ist bei etwa 70 % der Individuen vorhanden. Es kann als Variation im Ansatz des Musculus triceps brachii angesehen werden. Der Name geht auf den schottischen Anatomen John Struthers zurück, allerdings hat dieser nicht diesen Faszienbogen beschrieben, sondern das Struthers-Ligament, eine seltene Bandstruktur am unteren Oberarm.
Die Struthers-Arkade kann Ursache für eine Nervenkompression des Nervus ulnaris sein, kommt aber deutlich seltener vor als das Ulnarisrinnen-Syndrom. Auch bei chirurgischen Eingriffen am Ellenbogen, insbesondere bei Verlagerungen des Nervus ulnaris muss diese Struktur beachtet werden.